# Drenovec (gmina Črnomelj)
Drenovec – wieś w Słowenii, w gminie Črnomelj. W 2018 roku liczyła 138 mieszkańców.